# Cervecería Inglesa
La Cervecería Inglesa fue un establecimiento histórico de Madrid, situado en el número 24 de la carrera de San Jerónimo, espacio habitual para las tertulias madrileñas del siglo xix y comienzos del xx. El edificio en el que se encontraba fue derribado hacia 1910 para construir el Teatro Reina Victoria.
Ocupando el local de la que fuera ‘botillería de Canosa’, a finales de la década de 1870, la cervecería Inglesa fue centro de reunión de senadores y diputados por su cercanía a las Cortes, como el vecino Café de la Iberia, que se encontraba frente a ella, en el número 29 de la carrera. Entre sus más distinguidos clientes y contertulios puede citarse a Benito Pérez Galdós, Jacinto Benavente o Leopoldo Alas «Clarín». De entre las tertulias con abolengo debe destacarse la convocada por el “Bilis club”, que tuvo en este café-cervecería su primer cuartel general, que luego trasladaron sucesivamente a la Cervecería Escocesa de la cercana calle del Príncipe, para terminar sus últimos días en el café Nueva Iberia.